# Roter Psalm
Roter Psalm (Még kér a nép) ist ein ungarischer Spielfilm aus dem Jahre 1972 von Miklós Jancsó. Er wurde auf den Filmfestspielen von Cannes desselben Jahres mit dem Regiepreis ausgezeichnet.

## Handlung
Der Film hat kaum eine ausgeprägte Handlung. Ende des 19. Jahrhunderts lehnen sich Bauern, die in der ungarischen Puszta leben, gegen die niedrigen Preise auf, die sie mit ihrem Weizen erzielen. Als Vergeltung für den – von den Bauern nicht direkt verschuldeten – Tod eines Landbesitzers lässt eine Adlige Truppen gegen die Bauern aufbieten. Einige der Soldaten desertieren und verbünden sich mit den Bauern. In der Nacht verbrennen die Aufständischen die Gewehre, halten den Pfarrer in der Kirche gefangen und zünden diese an. Am nächsten Tag kommen neue Truppen und besiegen die Bauern. Allerdings auferstehen die Toten, und eine Bäuerin erschießt mit einer Pistole alle Soldaten.

## Kritik
John Cunnigham urteilte in einer Monografie über das ungarische Kino: „Obwohl die visuelle Schönheit des Films und seiner Choreografie nicht zu bestreiten ist, wirkt Roter Psalm sehr veraltet, wie ein Museumsexponat des linken Agit-Prop-Films der späten 1960er-Jahre und der 1970er-Jahre.“